# Ein Schutzengel auf Reisen
Ein Schutzengel auf Reisen ist ein österreichischer Fernsehfilm aus dem Jahr 1997. Regie führte Peter Weck. Es handelt sich um ein Railmovie, das analog zum Roadmovie Menschen unterwegs porträtiert, in diesem Fall jedoch nicht auf der Straße, sondern in der Eisenbahn. Der Film lief am 27. Dezember 1997 auf ORF erstmals im Fernsehen.

## Handlung
Der Film beginnt am Wiener Südbahnhof (im Jahr 2010 abgetragen). Karl Horak steht sehr kurz vor seiner Pension und hat noch zwei Fahrten als Schlafwagenschaffner vor sich. Diese Fahrten gehen im EuroNight 237/238 „San Marco“ von Wien Südbahnhof nach Venezia S. L. und im EuroNight 239/236 „San Marco“ wieder retour. Seine Kollegen machen ihm in diesem Zusammenhang eine Freude und richten seinen Schlafwagen schon mal her, sodass er nur noch die Reisenden empfangen muss.
Der erste Gast ist der Pensionist Heinrich Bauer, bekannt als der „Schrecken der Nachtzüge“. Vor diesem Mann ist kein Schlafwagenschaffner sicher. Die nächsten Passagiere sind der Sportler Otto Wanz und ein Musik-Ensemble mit den Namen Quattro Stazioni. Da die Musikinstrumente einen hohen Stellenwert bei den Musikern haben, besitzen diese auch ihre eigenen Fahrkarten. Gleich im Anschluss erscheint Xaver Frey, ein ganz bekannter Leuchter-Fabrikant. Dem Fabrikanten ist nichts mehr geblieben, da sein Lebensstil sein ganzes Geld aufgebraucht hat. Dadurch wurde er auch von seiner Frau verlassen. Diese Umstände veranlassen ihn, einen Suizid im Nachtzug zu planen, um in Venedig bestattet zu werden.
Wenig später erscheint eine schwangere Frau, die in Wirklichkeit ein Drogenschmuggler ist. Dies führt dazu, dass ein österreichischer Kommissar und eine italienische Kommissarin ebenfalls den Nachtzug benutzen. Eine weitere Besonderheit betrifft Jonathan Schretter. Dieser ist mit Sonja Schretter vom gleichnamigen Bankhaus verheiratet, hat aber eine Affäre mit der Noch-Ehefrau von Xaver Frey. Des Weiteren war er am Untergang der Firma Xaver Frey maßgeblich beteiligt und hat dafür gesorgt, dass der Leuchter-Auftrag für die Oper in Venedig an ihn geht und nicht an Xaver Frey. Wie es der Zufall will, ist er samt seiner Geliebten ebenfalls an Bord des Zuges. Sonja Schretter, seine Ehefrau, findet das Ganze heraus und versucht Xaver darüber zu informieren und ihn vom Suizid abzuhalten.
Während der Fahrt hat Karl Horak alle Hände zu tun, um den Suizid zu verhindern, da eine Leiche an Bord nicht passend wäre und er so etwas auf seiner vorletzten Fahrt nicht gebrauchen kann. Dabei muss er die Hilfe von Heinrich Bauer in Anspruch nehmen. Unterdessen hat der Drogenschmuggler mitbekommen, dass die Polizei hinter ihm her ist und versucht den Zug zu verlassen. Kurz vor der Grenze zu Italien hat er die Chance zu fliehen, muss aber die Drogen in einem fremden Abteil zurücklassen. Dass dieses Abteil von Heinrich Bauer benutzt wird, ist ein lustiger Zufall, der in der Festnahme des Pensionisten endet.
Nachdem der Zug die Grenze verlassen hat und allgemein bekannt ist, dass ein Drogenschmuggler an Bord war, gilt die ganze Aufmerksamkeit jetzt wieder Xaver Frey und seinem Suizid. Karl Horak kann mit seiner liebenswerten Art und einigen Hilfsmitteln, wie z. B. die Vitaminpillen von Heinrich Bauer, den Suizid verhindern. Wieder bei klarem Kopf erfährt Xaver Frey, dass seine Frau samt Jonathan Schretter mit an Bord ist und kann so seine Firma wieder retten.
In Venezia S. L. wird der Drogenschmuggler samt Mittelsmann verhaftet und das erste positive Ergebnis ist da. Das zweite positive Ergebnis lautet Sonja Schretter und Xaver Frey. Sie ist die ganze Zeit dem Zug hinterhergeflogen und -gefahren, um die Informationen an Xaver weiterzugeben. In Venezia S. L. hat sie dann die Möglichkeit, jedoch ist bereits alles bekannt. Heinrich Bauer hat von der Grenze bis Venezia S. L. per Anhalter fahren müssen. Grund dafür war seine Verhaftung.
Kurz bevor der Zug den Grenzbahnhof verlassen hat, kam die Nachricht, dass er unschuldig ist und er gehen darf. Genau in dem Moment, wo er geht, setzt sich der Zug in Bewegung und so kommt es zu dieser besonderen Mitfahrgelegenheit. In Venezia S. L. angekommen besteigt er den Zug, um seine Sachen zu holen. Dies geht natürlich an Karl Horak nicht spurlos vorüber und wie er den Pensionist sieht, stellt er fest, dass alles ein Ende hat und er froh ist, in Pension zu gehen.

## Kritik
TV Spielfilm schrieb über Schutzengel auf Reisen: „Gegen die müde Regie kommen die Schauspieler nicht an.“